# Перелік картин ван Гога
| Картина | Назва                                                | Розміри         | Рік  | Місцезнаходження                                                                                           |
| ------- | ---------------------------------------------------- | --------------- | ---- | --- |
|         | Сіяч (за твором Франсуа Мілле)                       | 48,1 × 36,7 см  | 1881 | Музей Креллер-Мюллер, Оттерло                                                                              |
|         | Цибулеві поля                                        | 48,9 × 66 см    | 1883 | Національна галерея мистецтва, Вашингтон                                                                   |
|         | Ткач                                                 | 70 × 85 см      | 1884 | Музей ван Гога, Амстердам                                                                                  |
|         | Натюрморт з Біблією                                  | 65 x 78 см      | 1885 | Музей ван Гога, Амстердам                                                                                  |
|         | Вечеря картоплею                                     | 81,5 × 114,5 см | 1885 | Музей ван Гога, Амстердам                                                                                  |
|         | Череп з цигаркою                                     | 32 × 24,5 см    | 1886 | Музей ван Гога, Амстердам                                                                                  |
|         | Вид на дахи Парижу                                   | 30 × 41 см      | 1886 | Національна галерея Канади, Оттава                                                                         |
|         | Ваза з луговими квітами і розами                     | 99 × 79 см      | 1886 | Музей Креллер-Мюллер, Оттерло                                                                              |
|         | Ваза з червоними маками                              | 56 × 46,5 см    | 1886 | Вотсворт Атенеум, Гартфорд                                                                                 |
|         | Вуличка біля Люксембургського саду                   | 27,5 × 46 см    | 1886 | Інститут мистецтв Стерлінга і Франсін Кларк, Вільямстаун                                                   |
|         | Мулен де ла Галет. Млини Монмратру                   | 46,5 × 38 см    | 1886 | Художній музей Бріджстоун, Токіо                                                                           |
|         | Ваза з циніями та іншими квітами                     | 50,2 × 61 см    | 1886 | Художня галерея Онтаріо, Торонто                                                                           |
|         | Чаша з соняшником, розами та іншими квітами          | 50 × 61 см      | 1886 | Кунстхалле, Мангейм                                                                                        |
|         | Черевики                                             | 34 x 41,5 cm    | 1887 | Балтиморський музей мистецтв, Балтимор                                                                     |
|         | На околиці Парижу                                    | 38 x 46 cm      | 1887 | приватна збірка                                                                                            |
|         | Інтер'єр ресторану                                   | 45,5 x 56 cm    | 1887 | Музей витончених мистецтв, Х'юстон                                                                         |
|         | Закохані пари в парку Вуайє д'Аржансон в Ан'єрі      | 75 x 112,5 cm   | 1887 | Музей ван Гога, Амстердам                                                                                  |
|         | Жінка на прогулянці в саду                           | 48 x 60 cm      | 1887 | приватна збірка Кунстхаус, Цюріх (в кредит)                                                                |
|         | Міст через Сену в Ан'єрі                             | 53 x 73 cm      | 1887 | Музей мистецтв Індіанаполіса, Індіанаполіс                                                                 |
|         | Берега Сени                                          | 32 x 46 cm      | 1887 | Музей ван Гога, Амстердам                                                                                  |
|         | Весняна рибалка                                      | 50,5 x 60 cm    | 1887 | Чиказький художній інститут, Чикаго                                                                        |
|         | Каштан у цвіту                                       | 46,5 x 54 cm    | 1887 | Музей Ван Гога, Амстердам                                                                                  |
|         | Вид на річку з гребними човнами                      | 52 x 65 cm      | 1887 | Музей Нортона Саймона, Пасадена                                                                            |
|         | Алея в парку Вуайє д'Аржансон в Ан'єрі               | 33 x 42 cm      | 1887 | Музей Ван Гога, Амстердам                                                                                  |
|         | Бузок                                                | 27,3 x 35,3 cm  | 1887 | Музей Гаммера, Лос-Анджелес                                                                                |
|         | Зовнішній вигляд ресторану в Ан'єрі                  | 18,5 x 27 cm    | 1887 | Інститут Курто, Лондон                                                                                     |
|         | Алея в парку Вуайє д'Арженсон в Ан'єрі               | 55 x 67 cm      | 1887 | Музей Ізраїлю, Ієрусалим                                                                                   |
|         | Куточок в парку Вуайє д'Арженсон в Ан'єрі            | 49 x 65 cm      | 1887 | приватна збірка                                                                                            |
|         | Берега Сени з мостом Кліши навесні                   | 49 x 65 cm      | 1887 | Далласький музей мистецтв, Даллас                                                                          |
|         | Берега Сени з мостом Кліши                           | 30,5 x 39 cm    | 1887 | Клівлендський музей мистецтв, Клівленд                                                                     |
|         | Лодки на Сені в Ан'єрі                               | 19 x 27 cm      | 1887 | Художній музей Вірджинії, Річмонд                                                                          |
|         | Два відрізаних соняшники                             | 43,2 x 61 cm    | 1887 | Метрополітен-музей, Нью-Йорк                                                                               |
|         | Чотири відрізаних соняшники                          | 60 x 100 cm     | 1887 | Музей Креллер-Мюллер, Оттерло                                                                              |
|         | Натюрморт з яблуками, грушами, лимонами й виноградом | 46,5 x 55,2 cm  | 1887 | Чиказький художній інститут, Чикаго                                                                        |
|         | Автопортрет в капелюсі                               | 44 x 37,5 cm    | 1887 | Музей ван Гога, Амстердам                                                                                  |
|         | Італійка                                             | 81 x 60 см      | 1887 | Музей д'Орсе, Париж                                                                                        |
|         | Автопортрет перед мольбертом                         | 81 x 60 см      | 1887 | Музей ван Гога, Амстердам                                                                                  |
|         | Огастіна Сегаторі                                    | 55,5 x 46,5 см  | 1887 | музей ван Гога, Амстердам                                                                                  |
|         | Дорога біля Арля                                     | 61 x 50 см      | 1888 | Померанський державний музей, Грайфсвальд                                                                  |
|         | Соняшники                                            | 91 x 72 см      | 1888 | Нова Пінакотека, Мюнхен                                                                                    |
|         | Захід сонця біля Монмажур                            | 73,3 × 93,3 см  | 1888 | Музей ван Гога, Амстердам                                                                                  |
|         | Спальня в Арлі                                       | 72 × 90 см      | 1888 | Музей ван Гога, Амстердам                                                                                  |
|         | Арлезіанка (мадам Жину)                              | 90 × 72 см      | 1888 | Метрополітен-музей, Нью-Йорк                                                                               |
|         | Арена в Арлі                                         | 73,3× 91,5 см   | 1888 | Ермітаж, Петербург                                                                                         |
|         | Нічна тераса кафе                                    | 81 x 65,5 см    | 1888 | Музей Креллер-Мюллер, Оттерло                                                                              |
|         | Поле біля Арля                                       | 40 × 47,5 cm    | 1888 | приватна збірка, Нью-Йорк                                                                                  |
|         | Червоні виноградники в Арлі                          | 73 × 92 см      | 1888 | Музей образотворчих мистецтв імені Пушкіна, Москва                                                         |
|         | Поштар Жозеф Рулен                                   |                 | 1888 | Музей Гетті, Лос Анжелес                                                                                   |
|         | Поштар Жозеф Рулен                                   | 81,2 × 65,3 cm  | 1888 | Музей витончених мистецтв, Бостон                                                                          |
|         | Зоряна ніч над Роною                                 | 72,5 × 92 cm    | 1888 | Музей д'Орсе, Париж                                                                                        |
|         | Зоряна ніч                                           | 73 x 92 cm      | 1889 | Музей сучасного мистецтва, Нью-йорк                                                                        |
|         | Зуав                                                 | 81 × 65 cm      | 1888 | Південна Америка, приватна збірка                                                                          |
|         | Спогади про сад в Еттені                             | 73×92 cm        | 1888 | Ермітаж, Петербург                                                                                         |
|         | П'єта                                                | 73 × 60 cm      | 1889 | Ватикан, Колекція сучасного релігійного мистецтва(42 × 34 см), більший варіант - Музей ван Гога, Амстердам |
|         | Квітучий сад із краєвидом Арля                       | 72×92 см        | 1889 | Нова Пінакотека, Мюнхен                                                                                    |
|         | Портрет лікаря Рея                                   | 64 × 53 см      | 1889 | Музей образотворчих мистецтв імені Пушкіна, Москва                                                         |
|         | Іриси                                                | 71 x 93 см      | 1889 | Музей Гетті, Лос-Анжелес                                                                                   |
|         | Церква в Овері                                       | 94+74,5 см      | 1890 | Музей д'Орсе, Париж                                                                                        |
|         | Півники у вазі                                       |                 | 1890 | Метрополітен-музей, Нью-Йорк                                                                               |
|         | Портрет лікаря Гаше                                  | 66 x 57 см      | 1890 | Музей д'Орсе, Париж                                                                                        |